# Hospital Milad
El Hospital Milad (en persa: بیمارستان میلاد) es el mayor hospital especializado y subespecializado en Irán. Este hospital es un proveedor de servicios complementarios de salud en la cadena de hospitales de la Seguridad Social de Irán. El hospital de Milad actualmente emplea a más de 600 especialistas y subespecialistas de diversos campos. La construcción del hospital se inició en 1977, pero se suspendió en 1979 debido a la revolución y la guerra entre Irán e Irak. El proyecto fue posteriormente reiniciado en 1988 con algunos cambios en el diseño original. Comenzó a atender pacientes en 2001. Esta estructura de 12 pisos es parte del complejo de Milad, que también incluye la Tower y el hotel Milad.